# Voluntarios (película)
Para otros usos ver Voluntariado
Voluntarios ("Volunteers") es una película estadounidense del género de comedia, estrenada en 1985, fue dirigida por Nicholas Meyer y protagonizada por Tom Hanks y John Candy en su segunda película juntos después de Splash (1984).

## Sinopsis
Lawrence Bourne III (Tom Hanks) es el irresponsable hijo de un millonario que acaba de graduarse de laUniversidad de Yale con una deuda de juego de 28,000 dólares. Después de que su padre, Lawrence Bourne Jr.(George Plimpton), se niega a pagar la deuda de su hijo, Lawrence escapa de sus furiosos deudores tomando el lugar de su compañero de la Universidad de Kent (Xander Berkeley), quien estaba a punto de viajar a Tailandia como voluntario integrado en el Cuerpo de Paz.
Ya en Tailandia, Lawrence es enviado por el Cuerpo de Paz a apoyar en la construcción de un puente para los pobladores locales. En esta misión le se halla junto a Tom Tuttle, un graduado de la Universidad del Estado de Washington (John Candy) y una atractiva y realista voluntaria llamada Bet Wexler (Rita Wilson), dirigidos todos por John Reynolds (Tim Thomerson) como jefe local del Cuerpo de Paz. Lo que ellos no saben es que el puente es codiciado -por diversos motivos- por la Agencia Central de Inteligencia, por una guerrilla comunista local, y por el poderoso gángster Chung Mee (Ernest Harada).

## Reparto
| Actor           | Personaje           |
| --------------- | ------------------- |
| Tom Hanks       | Lawrence Bourne III |
| John Candy      | Tom Tuttle          |
| Rita Wilson     | Beth Wexler         |
| Tim Thomerson   | John Reynolds       |
| Gedde Watanabe  | At Toon             |
| George Plimpton | Lawrence Bourne, Jr |
| Ernest Harada   | Chung Mee           |
| Allan Arbus     | Albert Bardenaro    |
| Xander Berkeley | Kent Sutcliffe      |

## Producción
La película estuvo en trabajo de producción durante seis años, y se filmó en Tuxtepec, Oaxaca, México. Los realizadores construyeron una aldea tailandesa tomando como modelo real una localidad de la etnia karen de Birmania situada en el Triángulo de oro del Sudeste asiático, para lo cual copiaron la construcción del "puente colgante más largo" del mundo, que era más de 250 metros de largo. Un elenco de más de 100 personas de todo el mundo, incluyendo a las familias tailandesas, pasó dos meses y medio de filmar.
Meyer afirma que el director del Cuerpo de Paz, Sargent Shriver, leyó el guion y se quejó de que "era como escupir en la bandera americana", por lo cual exigió cambios. Los cambios nunca se hicieron, pero para cuando la película fue estrenada, Shiver ya no dirigía la organización por más tiempo, y sucesores en el Cuerpo de Paz no estaban dispuestos a cuestionar la película.
Esta película marcó el reencuentro de Hanks y Candy, quienes protagonizaron Splash un año antes. También es la película donde Hanks vuelve a conectar con su futura esposa, Rita Wilson, a quien había conocido por primera vez cuando trabajaban en un episodio de Amigos del alma.
La escena en la que Wilson y Hanks disfrutan de una Coca-Cola en Tailandia fue criticado como marketing de producto colocado, en tanto TriStar era una unidad de Columbia Pictures, entonces propiedad de The Coca-Cola Company. El coescritor Levine negó esto, diciendo que la escena ya aparecía en el primer borrador de la película escrito en 1980, cuando Metro-Goldwyn-Mayer iba a ser el estudio productor.
La película parodia una serie de filmes de David Lean, incluido Lawrence de Arabia y El puente sobre el río Kwai, con la "Canción de lucha" de la Universidad del Estado de Washington utilizada en lugar de la "Marcha del Coronel Bogey"[cita requerida].

## Recepción
"Voluntarios" recibió generalmente críticas negativas. La película tiene una puntuación de 58% en la página web Rotten Tomatoes. Gene Siskel había declarado que la película tenía "dos actuaciones poco convincentes por parte de sus actores principales, el muy sobrevalorado Tom Hanks... y el siempre decepcionante John Candy."

### Taquillas
La película debutó en el N º 2 en la taquilla.